# (246) Asporina
(246) Asporina – planetoida z grupy pasa głównego asteroid okrążająca Słońce w ciągu 4 lat i 156 dni w średniej odległości 2,69 j.a. Została odkryta 6 marca 1885 roku w Marsylii przez Alphonse Borrelly’ego. Nazwa planetoidy pochodzi od bogini czczonej na terenie Anatolii Asporiny.